# Duque de Alba

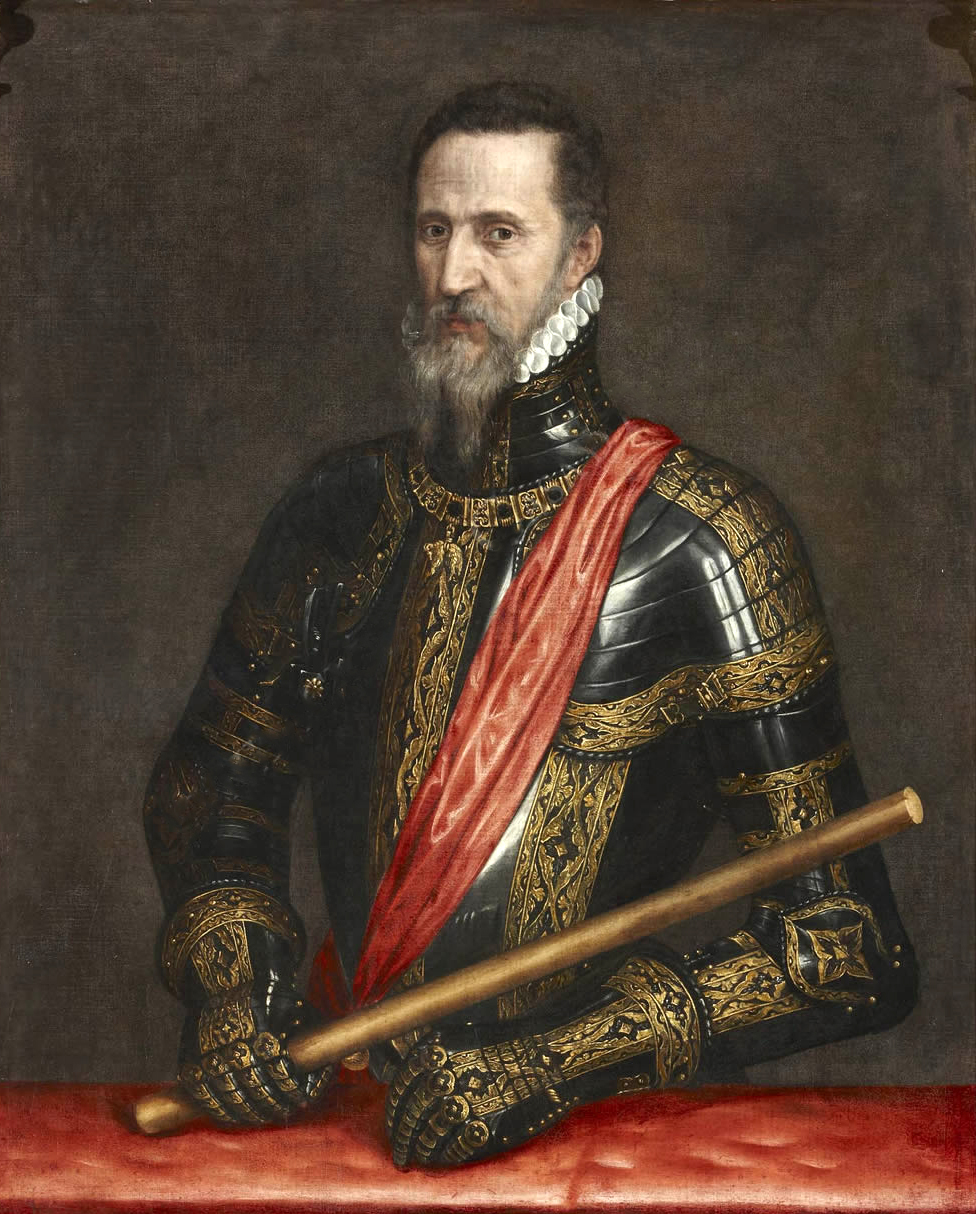
Fernando Álvarez de Toledo y Pimentel, 3.º Duque de Alba, por Ticiano

Duque de Alba é um título nobiliárquico hereditário espanhol. Foi criado por Henrique IV de Castela que o outorgou a García Álvarez de Toledo ao converter o Condado de Alba de Tormes em ducado.

## História do título
João II de Castela concedeu o senhorio da vila de Alba de Tormes ao bispo Gutierre Álvarez de Toledo. A este sucedeu o seu sobrinho, Fernando Álvarez de Toledo, que foi feito conde de Alba de Tormes em 1438. Em 1472, o condado foi elevado a ducado na pessoa de García Álvarez de Toledo, o 1º Duque de Alba.
Atualmente continua a ser um dos principais títulos nobiliárquicos de Espanha. O atual Duque de Alba, é Carlos Fitz-James Stuart, 19.º Duque de Alba.

## Lista dos duques de Alba
1. García Álvarez de Toledo, 1º duque de Alba, 2º Conde e 1º Duque (1472)
2. Fadrique Álvarez de Toledo y Enríquez, filho do anterior
3. Fernando Álvarez de Toledo y Pimentel, neto do anterior
4. Fadrique Álvarez de Toledo y Enriquez de Guzmán, filho do anterior
5. Antonio Álvarez de Toledo, sobrinho do anterior
6. Fernando Álvarez de Toledo, filho do anterior
7. António Alvarez de Toledo, filho do anterior
8. António Alvarez de Toledo, filho do anterior
9. António Martin Alvarez de Toledo Beaumont Enríquez de Ribera y Manrique, filho do anterior
10. Francisco Álvarez de Toledo, filho do 7º Duque
11. María Teresa Álvarez de Toledo y Haro, filha do anterior
12. Fernando de Silva y Álvarez de Toledo, filho da anterior
13. María del Pilar Teresa Cayetana de Silva y Silva-Bazán, neta do anterior
14. Carlos Miguel FitzJames-Stuart y Silva, foi também 7.º Duque de Berwick, trineto da 11.ª Duquesa
15. Jaime Fitz James Stuart Veintemiglia Huescar Olivares, filho do anterior
16. Carlos Maria FitzJames Stuart y Portocarrero de Palafox, filho do anterior
17. Jacobo Fitz-James Stuart Falcó Portocarrero y Osorio, filho do anterior
18. María del Rosario Cayetana Fitz-James Stuart y Silva, filha única do anterior
19. Carlos Fitz-James Stuart y Martínez de Irujo, filho da anterior

## Títulos nobiliárquicos vinculados à Casa de Alba

Brasão dos Alvarez de Toledo, Duques de Alba.

A antiga chefe da casa, María del Rosario Cayetana Fitz-James Stuart y Silva, e seus seis filhos, detêm os seguintes títulos nobiliárquicos:

### Títulos na posse da actual chefe da Casa, María del Rosario Cayetana Fitz-James Stuart y Silva
- Títulos com Grandeza de Espanha:
  -     - XVIII duquesa de Alba de Tormes (18 de fevereiro de 1955);
    - XI duquesa de Berwick (sucessão espanhola) (18 de fevereiro de 1955)
    - XI duquesa de Fitz-James (18 de fevereiro de 1955)
    - III duquesa de Arjona (18 de fevereiro de 1955)
    - XVII duquesa de Híjar (31 de dezembro de 1957)
    - XI duquesa de Liria y Jérica (18 de fevereiro de 1955)
    - XIV condesa-duquesa de Olivares (18 de fevereiro de 1955)
    - XVI marquesa del Carpio (18 de fevereiro de 1955)
    - condesa de Aranda (31 de dezembro de 1957)
    - XXII condesa de Lemos, (18 de fevereiro de 1955)
    - XIX condesa de Lerín-condestável de Navarra y de Éibar (18 de fevereiro de 1955)
    - XX condesa de Miranda del Castañar (18 de fevereiro de 1955)
    - XVI condesa de Monterrey (18 de fevereiro de 1955)
    - XX condesa de Osorno (18 de fevereiro de 1955)
    - condesa de Palma del Río (31 de dezembro de 1957)
- Outros títulos:
  - 17 Marquesados:
    - XII marquesa de la Algaba (18 de fevereiro de 1955)
    - XII marquesa de Almenara (31 de dezembro de 1957)
    - XXI marquesa de Barcarrota (18 de fevereiro de 1955)
    - marquesa de Castañeda (24 de fevereiro de 1995)
    - XIX marquesa de Coria (18 de fevereiro de 1955)
    - XII marquesa de Eliche (18 de fevereiro de 1955)
    - marquesa de Mirallo (3 de dezembro de 1986)
    - XX marquesa de la Mota (18 de fevereiro de 1955)
    - XX marquesa de Moya (18 de fevereiro de 1955)
    - XVII marquesa de Orani (9 de novembro de 1991)
    - XI marquesa de Osera (18 de fevereiro de 1955)
    - XVI marquesa de San Leonardo (18 de fevereiro de 1955)
    - XIX marquesa de Sarria (18 de fevereiro de 1955)
    - XII marquesa de Tarazona (18 de fevereiro de 1955)
    - marquesa de Valdunquillo (25 de setembro de 1986)
    - XXI marquesa de Villanueva del Fresno (18 de fevereiro de 1955)
    - XVI marquesa de Villanueva del Río (18 de fevereiro de 1955)

  - 12 Condados:
    - XX condessa de Villalba (18 de fevereiro de 1955)
    - XXV condessa de San Esteban de Gormaz (18 de fevereiro de 1955)
    - X condessa de Santa Cruz de la Sierra (18 de fevereiro de 1955)
    - XVIII condessa de Andrade (18 de fevereiro de 1955)
    - XV condessa de Ayala (18 de fevereiro de 1955)
    - XIV condessa de Casarrubios del Monte (18 de fevereiro de 1955)
    - XIV condessa de Fuentes de Valdepero (18 de fevereiro de 1955)
    - X condessa de Fuentidueña (18 de fevereiro de 1955)
    - XVI condessa de Galve (18 de fevereiro de 1955)
    - XVII condessa de Gelves (18 de fevereiro de 1955)
    - condesa de Guimerá (6 de setembro de 2007)
    - condesa de Ribadeo (31 de dezembro de 1957)

  - 1 Viscondado:
    - X viscondessa de la Calzada (18 de fevereiro de 1955)

  - 1 Senhorio:
    - XXIX Senhora de Moguer (1955)

### Títulos na posse dos filhos da antiga chefe da casa
- Carlos Fitz-James Stuart y Martínez de Irujo : XVIII duque de Huéscar (com Grandeza de Espanha) (23 de abril de 1954);
- Alfonso Martínez de Irujo y Fitz-James Stuart:  XVI duque de Aliaga (com Grandeza de Espanha) (23 de abril de 1954)
- Jacobo Martínez de Irujo y Fitz-James Stuart: XXIV conde de Siruela (com Grandeza de Espanha) (9 de junho de 1982)
- Fernando José Martínez de Irujo y Fitz-James Stuart: XI marquês de San Vicente del Barco (com Grandeza de Espanha) (26 de janeiro de 1994)
- Cayetano Martínez de Irujo y Fitz-James Stuart: conde de Salvatierra (com Grandeza de Espanha) (26 de janeiro de 1994);
- Eugenia Martínez de Irujo y Fitz-James Stuart: XI duquesa de Montoro (com Grandeza de Espanha) (24 de novembro de 1994)